# Wandella murrayensis
Wandella murrayensis är en spindelart som beskrevs av Gray 1994. Wandella murrayensis ingår i släktet Wandella och familjen Filistatidae. Inga underarter finns listade i Catalogue of Life.